# 長棘擬鮋
長棘擬鮋（学名：Scorpaenopsis longispina）是輻鰭魚綱鮋形目鮋亞目鮋科的其中一種，為熱帶海水魚，分布於西印度洋模里西斯至南非海域，棲息深度6-27公尺，體長可達9.2公分，棲息在底層水域，生活習性不明。

## 扩展阅读
維基物種上的相關：長棘擬鮋